# Lawrence Alma-Tadema

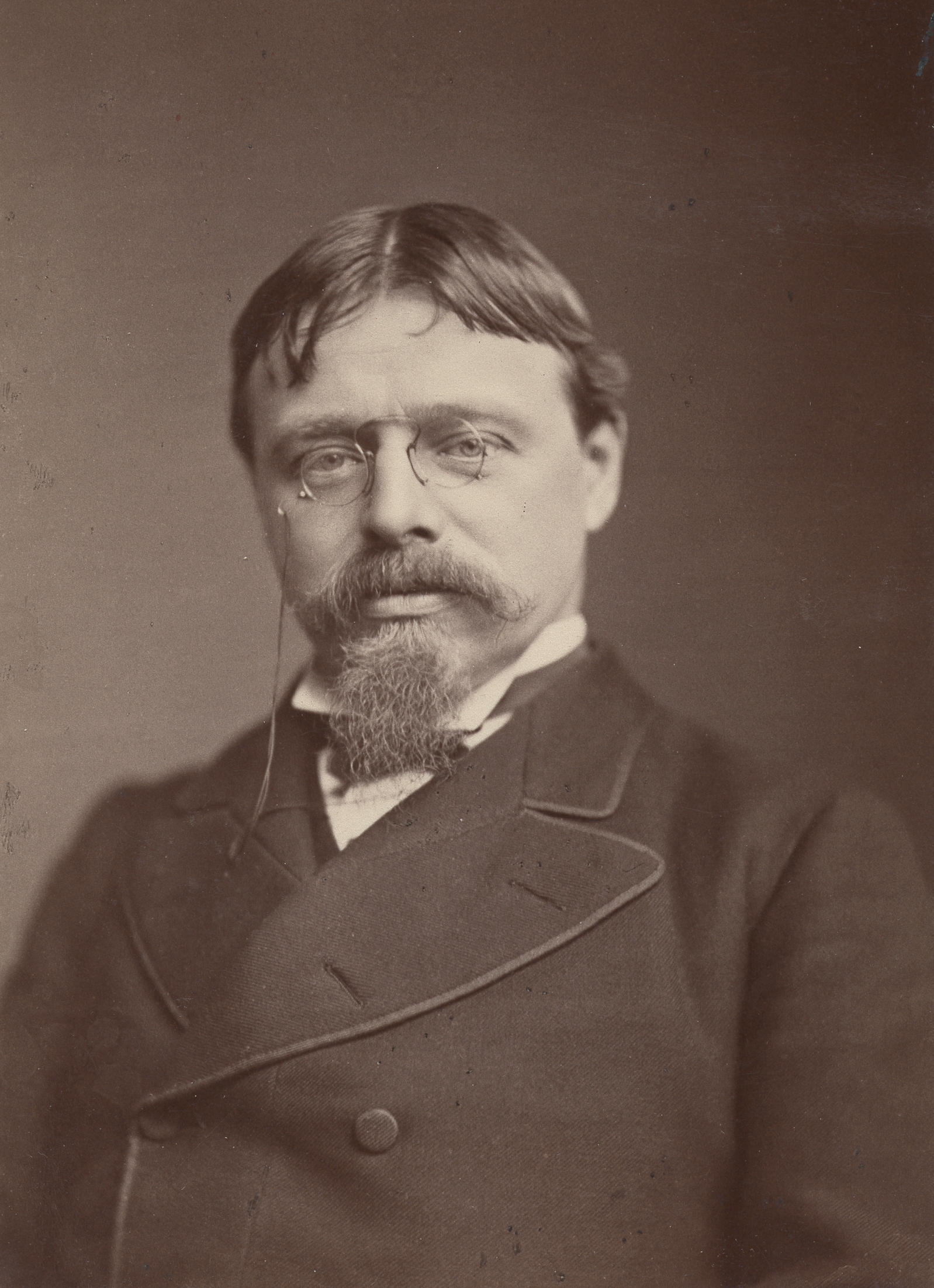
Alma-Tadema en 1870.

Lourens Alma Tadema, conocido como Lawrence Alma-Tadema (Dronryp, 8 de enero de 1836-Wiesbaden, 25 de junio de 1912), fue un pintor neerlandés neoclásico de la época victoriana, formado en Bélgica y afincado en Inglaterra desde 1870. Es conocido por sus detallistas y suntuosos cuadros inspirados en el mundo antiguo.

## Vida

### Infancia, juventud y primeros pasos

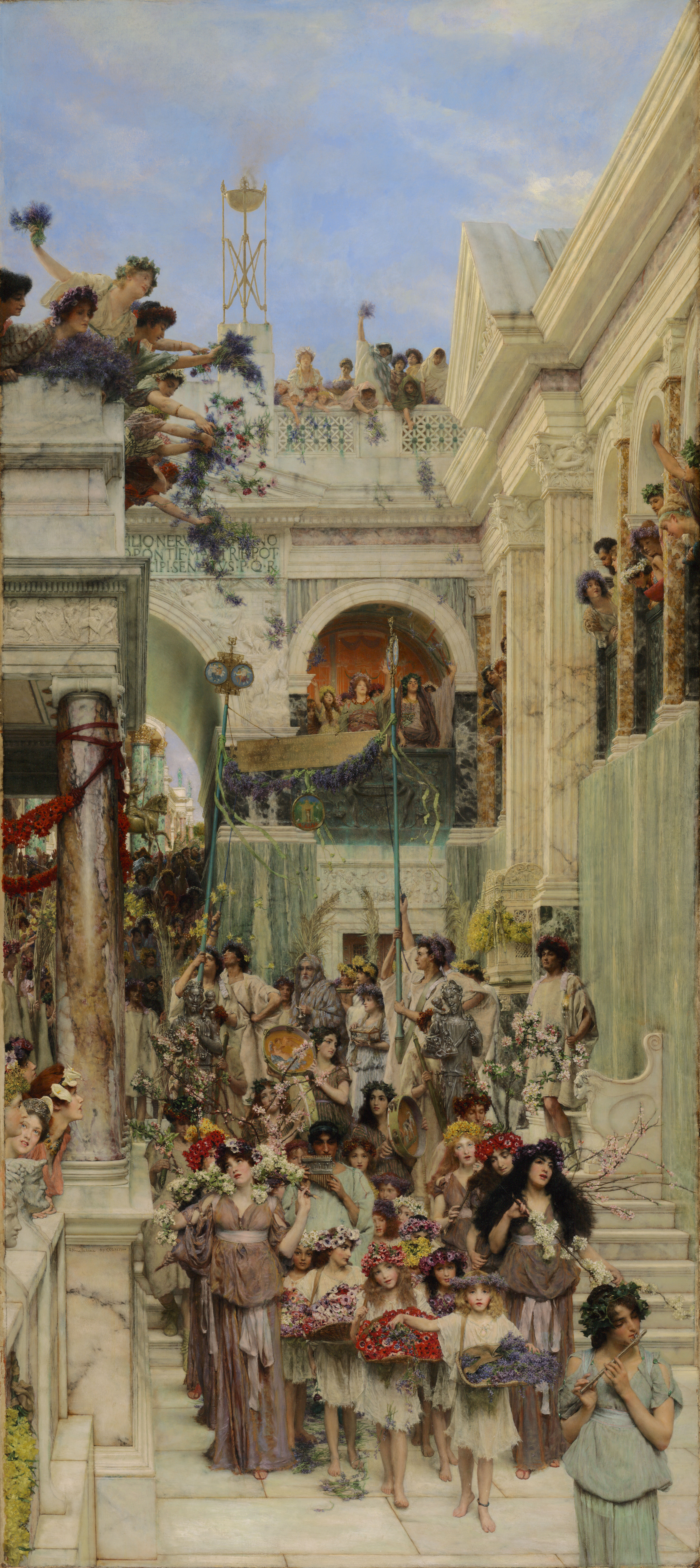
Primavera de Alma-Tadema (1894), óleo en lienzo. Getty Center, Los Ángeles.

Nacido en Dronryp, pueblo frisón del municipio de Menameradiel, era hijo del notario Pieter Tadema, quien murió cuando Lawrence tenía solo cuatro años. Alma era el nombre de su padrino. Su madre (muerta en 1863) era la segunda esposa de su padre. 
En principio, Lawrence tenía que seguir los pasos de su padre, pero al final se decantó por el arte y lo enviaron a Amberes donde en 1852 ingresó en la Academia de Egide Charles Gustave Wappers. Después estuvo en el taller de Jan August Hendrik Leys. 
En 1859 ayudó a Leys en sus últimos frescos en el recibidor del ayuntamiento en Amberes. Es la exposición de la colección de Alma-Tadema en la Grosvenor Gallery de Londres en invierno 1882-1883, había dos cuadros suyos que marcan el inicio y fin de este primer período, dos autorretratos de 1852, y "Regateo", con Alma-Tadema pintado en 1860.

### Primeras obras

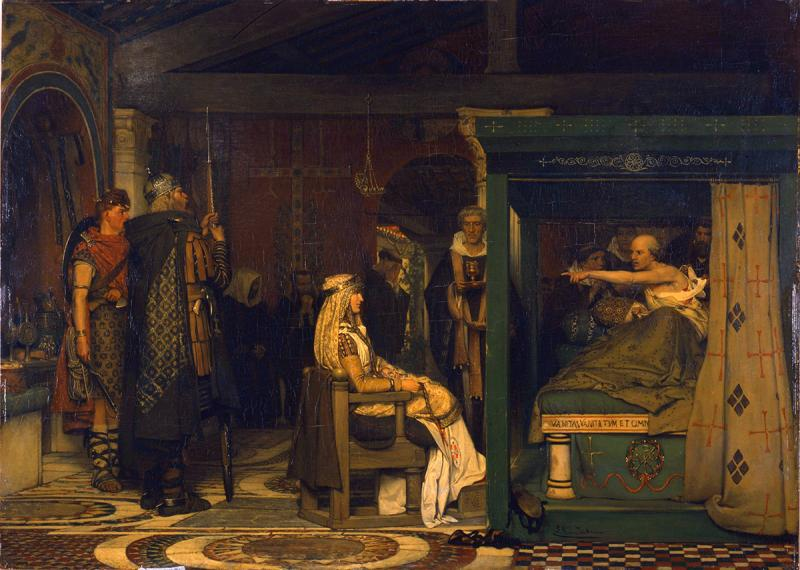
Fredegonda en el lecho de muerte de Praetextatus, 1864, Museo Pushkin.

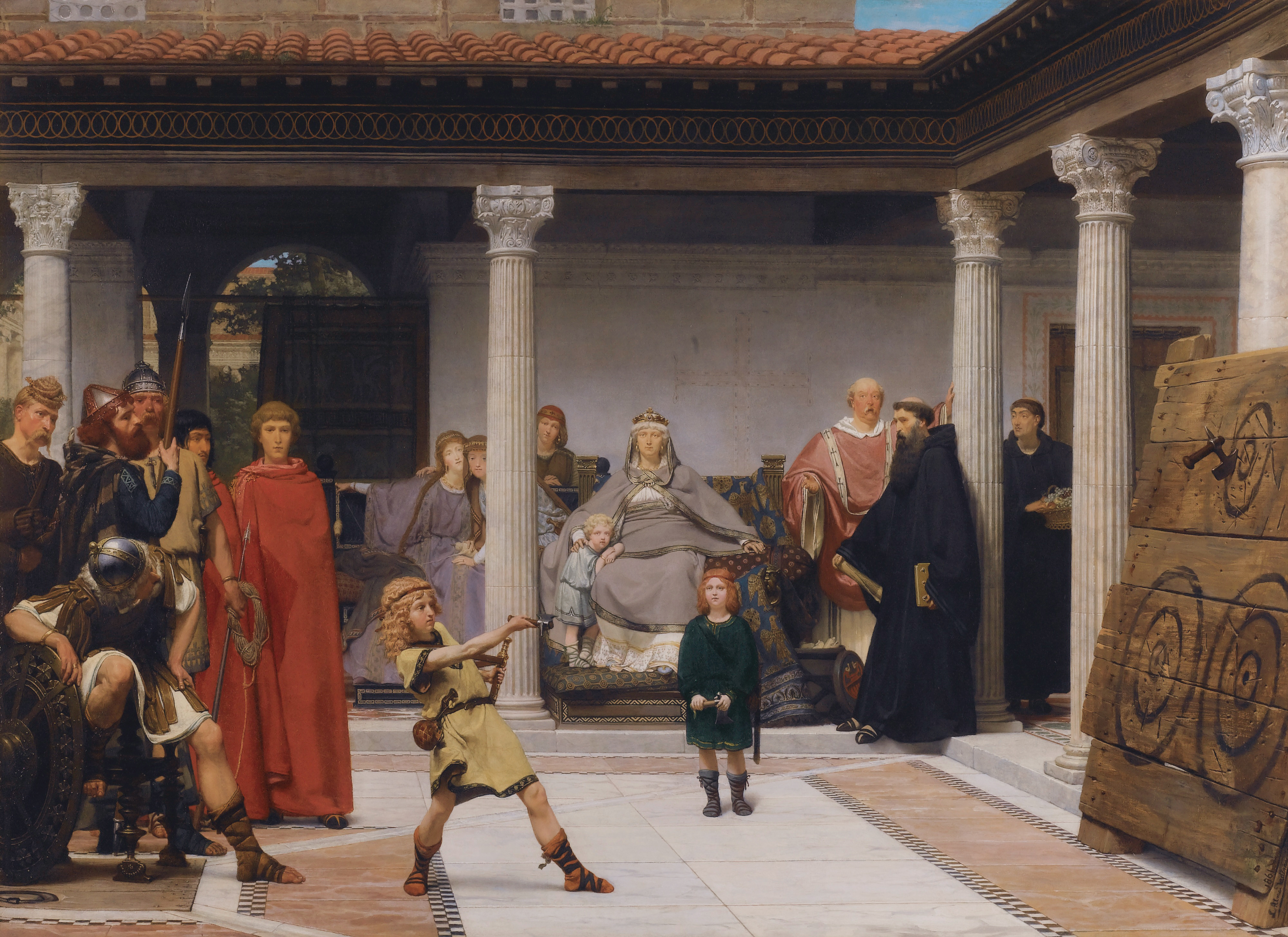
La educación de los hijos de Clodoveo, 1861, colección privada.

Su primer gran éxito fue el cuadro La educación de los hijos de Clodoveo (1861), que expuso en Amberes. Al año siguiente, recibió su primera medalla de oro en Ámsterdam. La educación de los hijos de Clodoveo (tres hijos jóvenes del rey franco Clodoveo (fr. Clovis) lanzando hachas con su madre viuda la reina santa Clotilde presente enseñándoles cómo vengar a su padre) fue uno de los cuadros de la serie merovingia, de los que destacan Fredegonda de 1878 (expuesto en 1880), donde la desconsolada esposa o ama observa tras una cortina la boda de Chilperico I con Galeswintha. 
Es quizá en esta serie donde encontramos el más profundo espíritu romántico en su obra. Una de sus obras más apasionadas es Fredegonda en el lecho de muerte de Praetextatus, donde el obispo, apuñalado por orden de la reina, la maldice desde la cama en que muere.

### Pinturas de la antigüedad clásica
Otra de sus series historicistas reproduce la vida del antiguo Egipto. Una de las primeras obras de esta son Egipcios hace 3000 años de 1863 y La muerte del primogénito, de 1873. En esta serie están también: Egipcio en la entrada (1865), La momia (1867), El chambelán de Sesostris (1869), Viuda (1873) y José, supervisor del granero del faraón (1874).  
Trabajó mucho estas escenas de la vida pícara y macabra de Egipto, pero mucho más en sus representaciones de Grecia y Roma. Entre las que destacan Tarquinius Superbus (1867), Fidias y los mármoles de Elgin  (1868), La danza pírrica (1868) y La vinería (1869). 
En 1869, envió de Bruselas a la Royal Academy Un Amateur romain y Une Danse pyrrhique, y más tarde otros tres cuadros, entre ellos Un Jongleur en 1870 cuando arribó a Londres. En ese momento, contaba con varias distinciones belgas y neerlandesas, medallas del Salón de París de 1864 y de la Exposición Universal de 1867.  

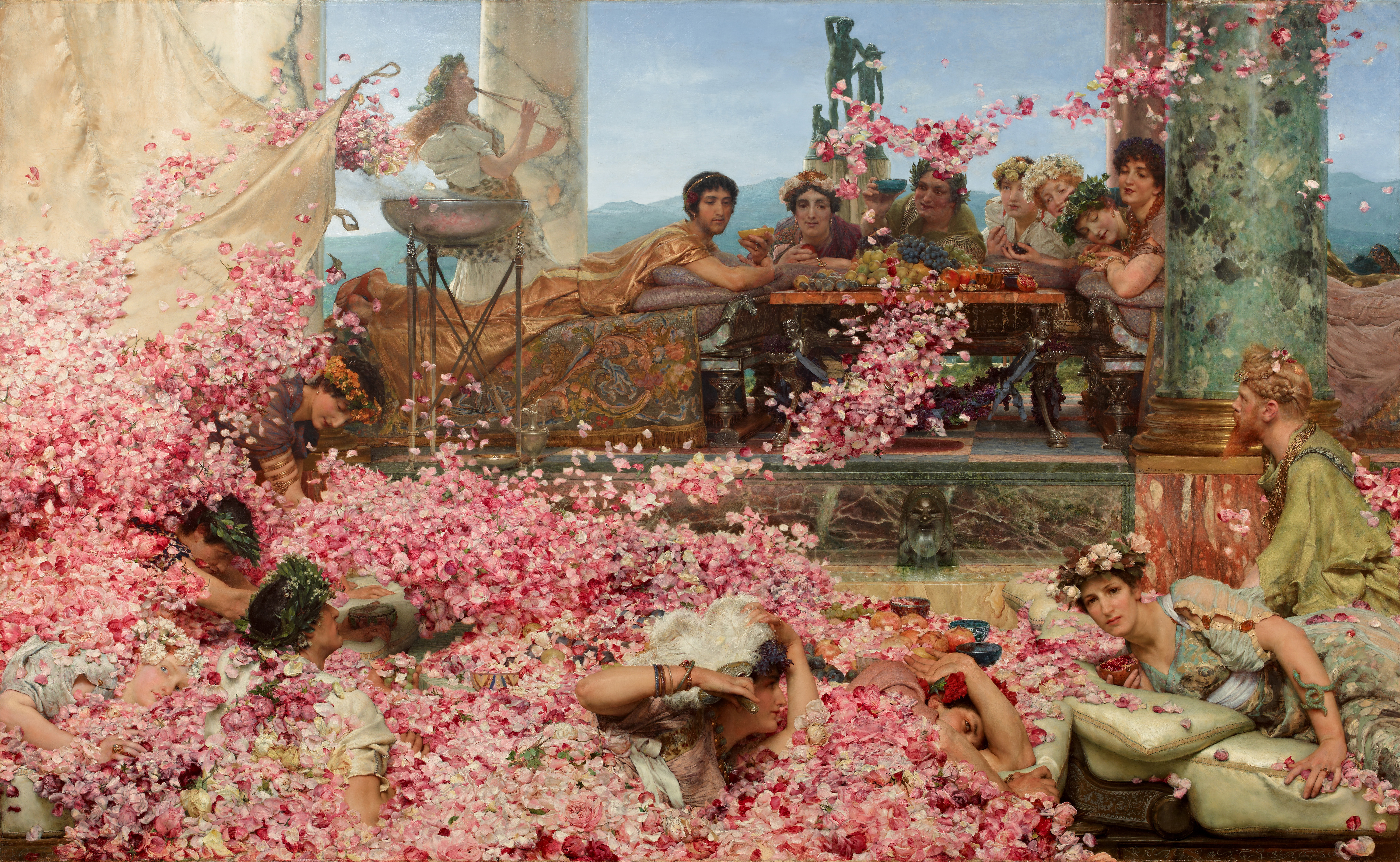
Las rosas de Heliogábalo de Alma-Tadema (1888), óleo en lienzo. México, colección particular

Su éxito continuó en Inglaterra, pintando en este período cuadros como The Vintage Festival (1870), The Picture Gallery y The Sculpture Gallery (1875), An Audience at Agrippa's (1876), The Seasons (1877), Sappho (1881), The Way to the Temple (1883), trabajo galardonado, Hadrian in Britain (1884), The Apodyterium (1886), o The Woman of Amphissa (1887). 
Uno de sus cuadros más importantes fue The Roses of Heliogabalus (Las rosas de Heliogábalo) (1888) basado en la vida del depravado emperador romano Heliogábalo, al que siguieron An Earthly Paradise (Paraíso terrenal) (1891) y Spring (Primavera) (1894). Muchos de ellos eran exquisitos cuadritos como Gold-fish de 1900. 

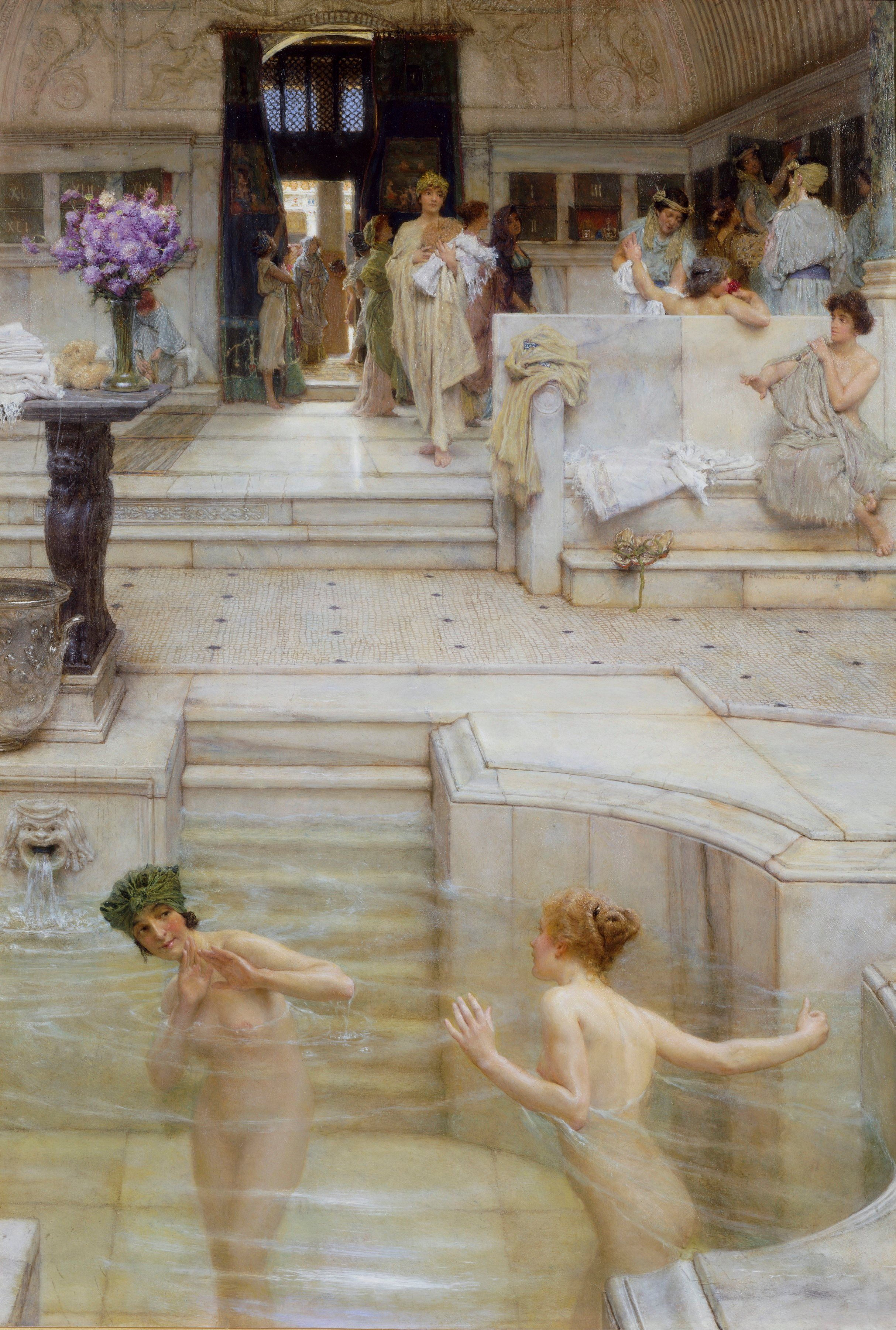
A Favourite Custom, 1909. Tate Britain, Londres.

 Estos y casi todos sus trabajos son admirables por cómo dibuja flores, texturas y sustancias reflectantes como metales, cerámica y mármol. Por como representaba perfectamente el mármol se le llegó a llamar the marbelous painter ('el pintor marmolilloso', para evocar fonéticamente el adjetivo 'maravilloso'). En su obra abundan colores brillantes trabajados con delicadeza que enmarcan un interés humano inherente a sus escenas arcaicas traídas elegante y jocosamente a tiempos modernos. También realizó varios retratos.

### Honores

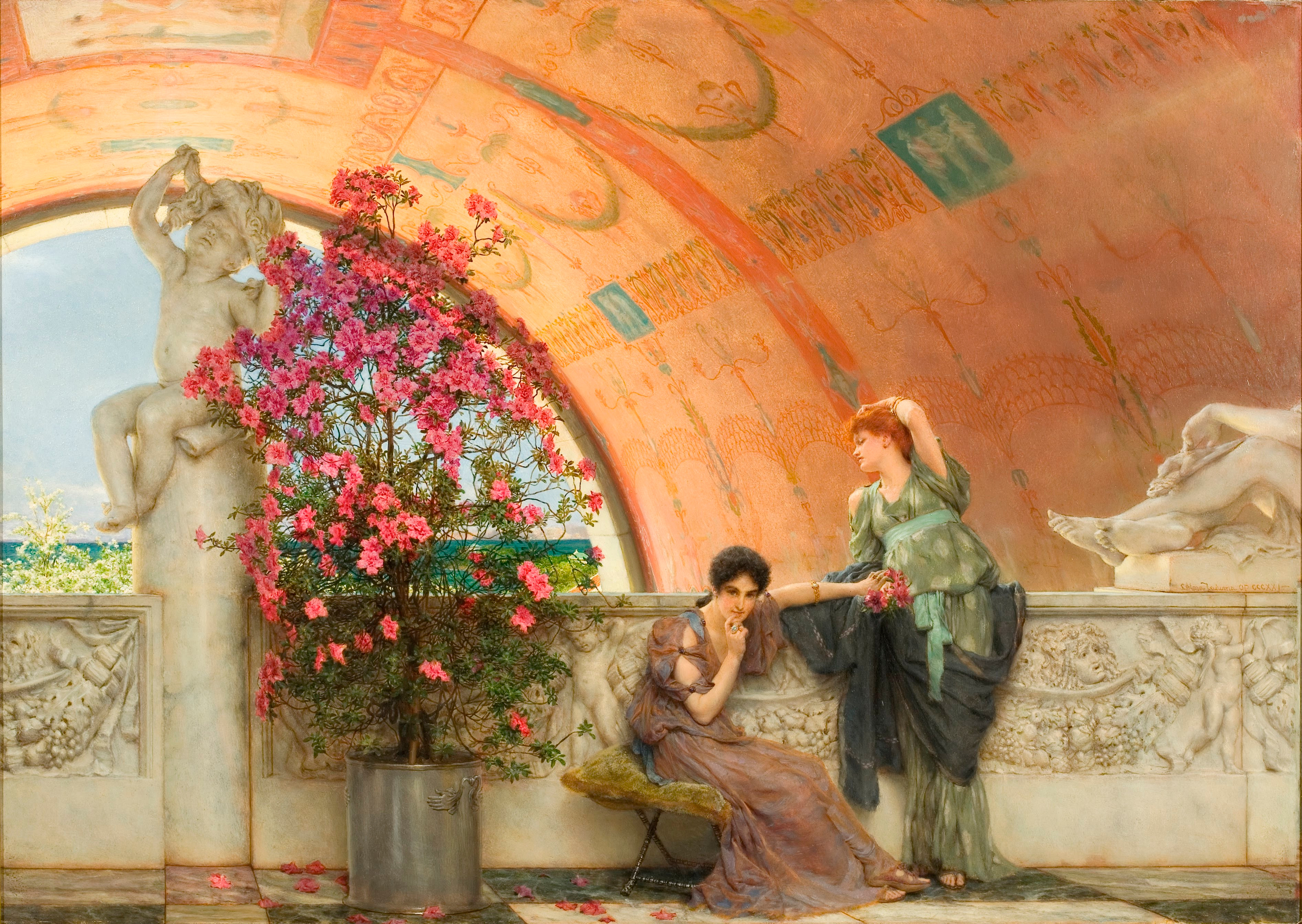
Rivales inconscientes, 1893.

Alma-Tadema se hizo socio de la Royal Academy en 1876, y miembro en 1879. Fue nombrado caballero en el octogésimo primer cumpleaños de la reina Victoria en 1899.  
En 1906, recibió la prestigiosa Royal Gold Medal, otorgada por el Real Instituto de Arquitectos Británicos (RIBA) en representación del monarca británico.
En 1907, fue incluido en la Orden del Mérito del Reino Unido. Fue caballero de la Orden del Mérito de Alemania (en la división de Artes y Ciencias), de la Orden de Leopoldo de Bélgica, del león holandés, de San Miguel de Baviera, del león dorado de Nassau y de la Corona de Prusia y oficial de la Legión de Honor de Francia, miembro de las Reales Academias de Múnich, Berlín, Madrid y Viena. Recibió una medalla de oro en Berlín en 1872 y una medalla en Berlín en 1874, una medalla de primera clase de las Exposiciones Internacionales de París de 1889 y 1900. También fue miembro de la Real Sociedad de Acuarelas. 

### Vida social
Alma-Tadema era primo del pintor neerlandés Hendrik Willem Mesdag.

Era un hombre robusto y corpulento, caballeroso y chusco. Le encantaban el vino, las mujeres y las fiestas. Al escritor neerlandés Louis Couperus lo anonadó su comportamiento burgués cuando lo conoció.

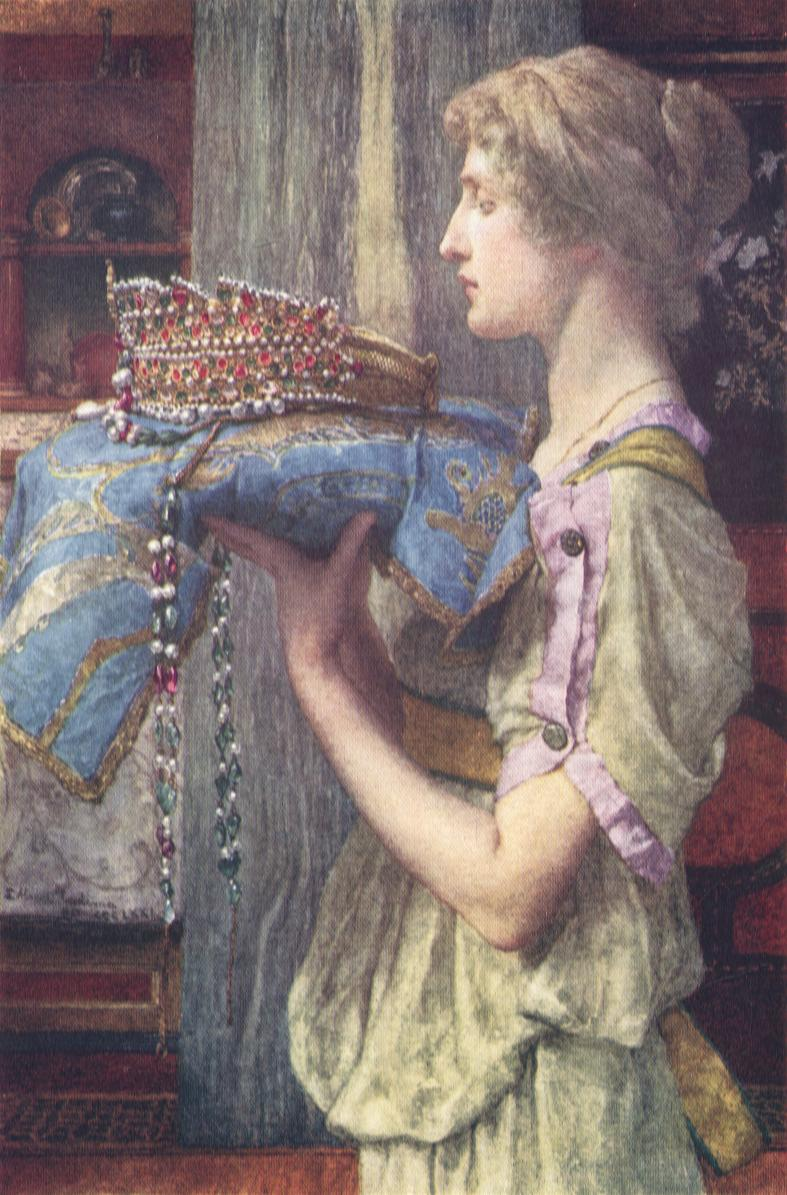
Corona de Alma-Tadema.

### Legado
Alma Tadema murió debido a una enfermedad en el estómago dejando una vasta colección de pinturas y su enmarmolado estudio a sus dos hijas solteras. El estudio fue menospreciado durante el siglo XX, pero volvió a tener interés con el cambio de siglo.

### Matrimonios
En 1863 se casó con la francesa Marie-Pauline Gressin de Boisgirard (quien fue su modelo para En el peristilo de 1866-1868). Vivió en Bruselas desde su primer matrimonio hasta 1869, cuando murió su esposa, dejándolo viudo con dos hijas, Laurence y Anna; la primera fue una afamada escritora y la segunda mujer de sociedad. En 1871 se casó con la inglesa Laura Epps, que también aparece en algunos de sus cuadros (p. ej. Las mujeres de Anfisa de 1887).

## Algunas obras
"Op." más el año hace referencia a la numeración del artista. En las obras en las que no aparece la fecha, es porque no constaba.
- A Bath (An Antique Custom), (Un baño, una antigua costumbre) 1876
- A Birth Chamber, Seventeenth Century, (Un paritorio, siglo XVII) 1868
- A Coign of Vantage, (Una piedra de perspectiva) 1895
- A Collection of Pictures at the Time of Augustus, (Una colección de cuadros en tiempos de Augusto) 1867
- A Declaration, (Declaración) 1883
- A Dedication to Bacchus, (Dedicación a Baco) 1889
- A Difference of Opinion, (Una diferencia de opinión) 1896
- A Family Group, (Grupo familiar) 1896
- A Favourite Custom, (La Costumbre Favorita)1909
- A Female Figure Resting (Dolce Far Niente), (Figura femenina descansando) 1882 (Op. 243)
- A Greek Woman, Mujer griega 1869
- A Harvest Festival (A Dancing Bacchante at Harvest Time), (Festival de la vendimia) 1880 o (Una danzante bacante en el tiempo de la vendimia)
- A Hearty Welcome, (Bienvenida campechana) 1878
- A Kiss, (Beso) 1891
- A Listener, (Oyente) 1899
- A Picture Gallery, (Galería pictórica) 1866
- A Prize for the Artists' Corp (Wine), (Premio para la corporación (vino) de artistas)
- A Pyrrhic Dance, (Una danza pírrica) 1869
- A Reading from Homer, (Una lectura de Homero) 1885
- A Roman Art Lover, (Un amante del arte romano) 1870
- A Roman Emperor, AD 41, (Un emperador romano, 41 d.C.) 1871
- A Roman Scribe Writing Dispatches, (Un escriba romano redactando partes)
- A Sculptor's Model, (Un modelo de escultor) 1877 (o Venus Esquilina)
- A Sculpture Gallery, (Una galería de escultura) 1867
- A Silent Greeting, (Unos Saludos silenciosos)1889
- A Street Altar, (Un altar de calle) 1883
- A Votive Offering, (Una ofrenda votiva) 1873
- A World of Their Own, (Un mundo de ellos mismos) 1905
- After The Audience, (Después de la audiencia) 1879
- Agrippina with the Ashes of Germanicus, (Agripina con las cenizas de Germánico) (Op. 307)
- Always Welcome, (Siempre bienvenido) 1887
- Among The Ruins, (Entre las ruinas) 1872
- An Audience at Agrippa's, (Una audiencia)1876
- An Earthly Paradise, (Un paraíso terrenal) 1891
- An Exedra, (Una exedra) 1869
- An Oleander, (Una adelfa) 1882
- Antony And Cleopatra, (Antonio y Cleopatra) 1883
- Architecture In Ancient Rome, (Arquitectura en la Roma antigua) 1877
- Ask Me No More, (No me preguntes más) 1896
- Autumn, Vintage Festival, (Otoño, festival de la vendimia) 1877
- Ave, Caesar! Io, Saturnalia!, 1880
- Bacchanale, (Bacanal) 1871
- Between Hope and Fear, (Entre la esperanza y el miedo) 1876
- Between Venus and Bacchus, (Entre Venus y Baco) 1882
- Boating, (Navegar) 1868
- Carcalla, 1902
- Caracalla & Geta, 1909
- Catullus at Lesbia's, (Catulo donde Lesbia) 1865
- Cherries, (Cerezas) 1873
- Comparisons, (Comparaciones) 1892
- Confidences, (Confidencias) 1869
- Courtship, (Noviazgo)
- Courtship - The Proposal, (Noviazgo - La petición) 1892
- Death of the Pharoah's Firstborn Son, (Muerte del primogénito del faraón) 1872
- Drawing Room, Holland Park, (Cuarto de dibujo, Holland Park) 1887
- Dolce Far Niente, (Dulce Hacer Nada) 1882
- Egyptian Chess Players, (Ajedrecistas egipcios) 1865
- Egyptian Juggler, (Malabarista egipcio) 1870
- Entrance to a Roman Theatre, (Entrada al teatro romano) 1866

- Escena pompeyana o La siesta 1868 (Museo del Prado).
- Exhausted Maenides After The Dance, (Ménides exhaustas tras el baile) c. 1873-1874
- Expectations, (Expectativas) 1885
- Faust And Marguerite, (Fausto y Margarita) 1857
- Flag of Truce, (Bandera de tregua) 1900 (op. 358)
- Flora: Spring in the Gardens of the Villa Borghese, (Flora: primavera en los jardines de la Villa Borghese) 1877
- From an Absent One, (De un ausente) 1871
- Gallo-Roman Women, (Mujeres galorromanas) 1865
- God Speed!, (Dios apura!) 1893
- Golden Hour, (Hora de oro) 1897
- Hadrian Visiting a Romano-British Pottery, (Adriano visitando a un alfarero romano) 1884
- Hero, (Héroe) 1898
- Hopeful, (Optimista) 1909 (Instituto de Arte Clark)
- In My Studio, (En mi estudio) 1893
- In the Peristyle, (En el peristilo) 1866
- In the Tepidarium, (En el tepidario) 1881
- In The Temple, (En el templo) 1871
- In the Time of Constantine, (En tiempos de Constantino) 1878
- Interior of Caius Martius's House, (Interior de la casa de Cayo Martio) 1901
- Interior of the Church of San Clemente, Rome, (Interior de la Iglesia de San Clemente, Roma) 1863
- Interrupted, (Interrumpido) 1880
- Joseph, Overseer of the Pharoah's Granaries, (José, vigilante del granero del faraón) 1874
- Leaving Church in the Fifteenth Century, (Partiendo de la iglesia en el siglo XV) 1864
- Lesbia Weeping Over a Sparrow, (Lesbia llorando sobre un gorrión) 1866
- Love's Jewelled Fetter, (El amor tiene grilletes enjoyados) 1895
- Love's Votaries, (El amor tiene fieles) 1891
- Maria Magdalena, 1854
- Master John Parsons Millet, 1889
- Maurice Sens, 1896
- Midday Slumbers, (Sueño de mediodía) 1888
- Miss Alice Lewis, 1884
- Mrs Frank D. Millet, 1886
- Mrs George Lewis And Her Daughter Elizabeth, (Señora de George Lewis y su hija Elizabeth), 1899
- My Studio, (Mi estudio) 1867
- Ninety-Four in the Shade, (94 a la sombra) 1876
- Not at Home, (En casa no) 1879
- On The Road to the Temple of Ceres: A Spring festival, (En el Camino al templo de Ceres: una fiesta de primavera) 1879
- Pandora, 1881
- Pastimes in Ancient Egypt, 3,000 Years Ago, (Pasatiempos en el Egipto de hace 3.000 años) 1863
- Phidias Showing the Frieze of the Parthenon to His Friends, (Fidias mostrando el friso del Partenón a sus amigos) 1868
- Pleading, (Súplica) 1876
- Poetry, (Poesía) 1879
- Portrait of a Woman, (Retrato de mujer) 1902
- Portrait of Aimé-Jules Dalou, His Wife And Daughter, (Retrato de Aimé-Jules Dalou, su esposa y su hija) 1876
- Portrait of Anna Alma-Tadema'', (Retrato de Anna Alma-Tadema) 1883
- Portrait of Ignacy Jan Paderewski, (Retrato de Ignacy Jan Paderewski) 1891
- Portrait of Miss Laura Theresa Epps (Lady Alma-Tadema), (Retrato de Miss Laura Theresa Epps)
- Portrait of Mrs Charles Wyllie, (Retrato de Mrs Charles Wyllie)
- Portrait of The Singer George Henschel, (Retrato del cantante George Henschel) 1879
- Pottery Painting, (Pintura de cerámica) 1871
- Preparation in the Coliseum, (Preparación en el Coliseo) 1912 (Op. 408)
- Preparations for the Festivities, (Preparaciones para las fiestas) 1866 (Clark Art Institute)
- Proclaiming Claudius Emperor, (Proclamando emperador a Claudio) 1867
- Promises of Spring, (Promesas de primavera) 1890
- Prose, (Prosa) 1879
- Resting, (Descanso) 1882
- Roman Fisher Girl 1873
- Sappho and Alcaeus, (Safo y Alceo) 1881
- Sculptors in Ancient Rome, (Escultores de la antigua Roma) 1877
- Self Portrait, (Autorretrato) 1852
- Self Portrait, (Autorretrato) 1896
- Shy, (Tímido) 1883 (Op. 249)
- Silver Favourites, (Favoritas de plata) 1903
- Spring, (Primavera) 1894
- Spring Flowers, (Flores de primavera)
- Strigils and Sponges, (Látigos y esponjas) 1879
- Summer Offering, (Ofrenda de estío) 1911
- Sunshine, (Soleado)
- Tarquinius Superbus, (Tarquinio el Soberbio) 1867
- The Baths of Caracalla, (Los baños de Caracalla) 1899
- The Colosseum, (El Coliseo) 1896
- The Conversion of Paula by Saint Jerome, (La conversión de Paula por san Jerónimo) 1898
- The Crossing of the River Berizina -1812, (El cruce del río Berizina) c.1859-1869
- La muerte de Hipólito 1860
- The Drawing Room at Townshend House, (El cuarto de estar en la casa de Townshend) 1885
- The Discourse (A Chat), (El discurso) o (Una habladuría)
- The Education of the Children of Clovis, (La educación de los hijos de Clodoveo) 1861
- The Egyptian Widow, (La viuda egipcia) 1872
- The Epps Family Screen, (El cuadro de la familia Epps) 1870-1871
- The Favourite Poet, (El poeta favorito) 1888
- The Finding of Moses, (El hallazgo de Moisés) 1904
- The Flower Market, (El mercado de flores) 1868
- The Frigidarium, (El frigidario) 1890
- The Honeymoon, (La luna de miel) 1868
- The Massacre of the Monks of Tamond, (La masacre de los monjes de Tamond) 1855
- The Parting Kiss, (El beso de despedida) 1882
- The Picture Gallery, (La galería de pintura) 1874
- The Roman Potter, (El alfarero romano) 1884
- The Roman Wine Tasters, (Los catadores de vino romanos) 1861
- The Roses of Heliogabalus, (Las rosas de Heliogábalo) 1888 (Op. 283)
- The Sculpture Gallery, (La galería de escultura) 1874
- The Siesta, (La Siesta) 1868
- The Soldier of Marathon, (El soldado de Maratón) (2x en lienzo y en panel) 1865
- The Tepidarium
- The Triumph of Titus, (El triunfo de Tito) 1885
- 'The Vintage Festival, (El festival de la vendimia) 1870
- The Voice of Spring, (La voz de la primavera) 1910
- The Way to the Temple, (El camino al templo) 1882
- The Women of Amphissa, (Las mujeres de Anfisa) 1887 (Clark Art Institute)
- The Year's at the Spring, All's Right with the World'', (Es primavera en esta época del año, todo concuerda con el mundo) 1902
- This Is Our Corner (Laurence & Anna Alma-Tadema), (Esto es una esquina o Laurence & Anna Alma-Tadema) 1873
- Thou Rose of All the Roses, (Usted, rosa de todas las rosas) 1883
- Tibullus at Delia's, (Tíbulo en Delia) 1866
- Unconscious Rivals, (Rivales inconscientes) 1893
- Under the Roof of Blue Ionian Weather, (Bajo el techo del clima azul jónico) 1903
- Unwelcome Confidences, (Confidencias no bien recibidas) 1902
- Vain Courtship, (Noviazgo vano) 1900
- Venantius Fortunatus Reading His Poems to Radegonda VI, (Venancio Fortunato leyendo sus poemas a Radegonda VI) 1862
- Water Pets, (Mascotas de agua)
- Welcome Footsteps, (Huellas bienvenidas) 1883
- When Flowers Return, (Al regresar las flores) 1911
- Whispering Noon, (Rumores a mediodía) 1896
- Who Is It?, (¿Quién es?) 1884
- Xanthe & Phaon, 1883

## Alma-Tadema y Hollywood
Sus investigaciones sobre arqueología las plasmaba en sus cuadros, el estilo y ambientación de sus obras fueron fuente para directores de Hollywood al plasmar la época grecorromana como D. W. Griffith (Intolerancia, 1916) y sobre todo, Cecil B. DeMille (Los diez mandamientos/The Ten Commandments, 1956) o más tarde Gladiator. Otra conexión con los medios de masas la encontramos en Allen Funt, creador de Candid Camera, que era un coleccionista de sus pinturas cuando no era muy famoso en el siglo XX.

## Distinciones honoríficas
- Miembro de la Orden del Mérito del Reino Unido (Reino Unido, 30/06/1905).
- Caballero de la Orden de Leopoldo (Reino de Bélgica).
- Miembro de la Royal Academy of Arts (Reino Unido, 1879).